# Album (Rome antique)
Pour les articles homonymes, voir Album.
Album est le nominatif singulier neutre d'un adjectif latin signifiant « blanc. Il désigne dans la Rome antique tout support blanc ou blanchi destiné aux publications officielles, et plus particulièrement les listes de membres de certaines assembées.

## Album comme moyen de communication
La pratique de communication au public par le biais d'album est ancienne à Rome. Tite-Live fait la légendairement remonter au début du règne d'Ancus Martius, qui aurait fait transcrire les préceptes religieux de son prédécesseur Numa sur des tablettes blanches, qu'il aurait exposées aux regards du public. Une autre pratique ancienne est la publication des Annales maximi sur un tableau blanc récapitulant les événements de l'année écoulée, par le pontifex maximus.
L'édit du préteur, dispositions que le préteur annonçait pour l'exercice de son mandat, était publié et exposé sur l'album praetoris.

## Album comme liste nominative officielle

### Album sénatorial
L'album senatorum désigne la liste des membres du Sénat romain. Il est mis à jour tous les cinq ans par le censeur .
La liste est organisée selon l'ancienneté des sénateurs et le niveau hiérarchique de la dernière magistrature qu'ils ont exercée. Selon Jean Zonaras, après le princeps senatus, viennent les anciens dictateurs, puis les anciens censeurs, les anciens maîtres de cavalerie, les anciens consuls, les anciens préteurs.

### Album des juges
L'album judicum est la liste des citoyens apte a exercer la foncton de juges.

### Album décurional
L'album decurionum désigne la liste des décurions d'une cité romaine d'Italie ou de province. Il est mis à jour tous les cinq ans par les magistrats de la cité ou duumvirs, dits quinquennaux. Par les découvertes épigraphiques, deux albums de décurions sont connus dans leur intégralité : l'un à Timgad en Afrique romaine et l'autre à Canusium en Italie.